# Skibbereen
Skibbereen (Iers: An Sciobairín) is een dorp in het uiterste zuiden van het graafschap Cork in Ierland. De plaats ligt aan de rivier de Ilen. Skibbereen was vanaf 1860 tot 1958 zetel van het rooms-katholieke bisdom Ross. De kathedraal van dat bisdom is nu een van de twee kathedralen van het bisdom Cork en Ross.

## Geboren in Skibbereen
- Agnes Mary Clerke (1842-1907), astronoom en schrijfster